# Романівка (Ірпінь)
50°29′15″ пн. ш. 30°15′30″ сх. д. / 50.48750° пн. ш. 30.25833° сх. д.

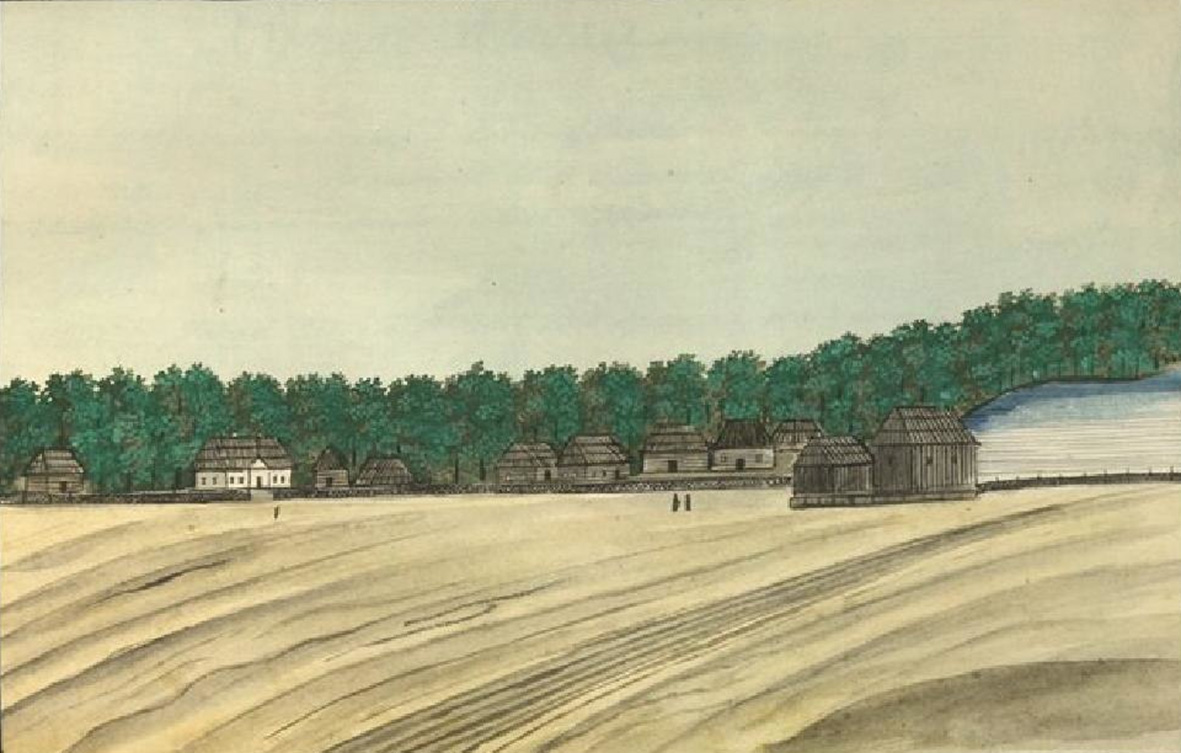
Де ля Фліз. Романівка (1854)

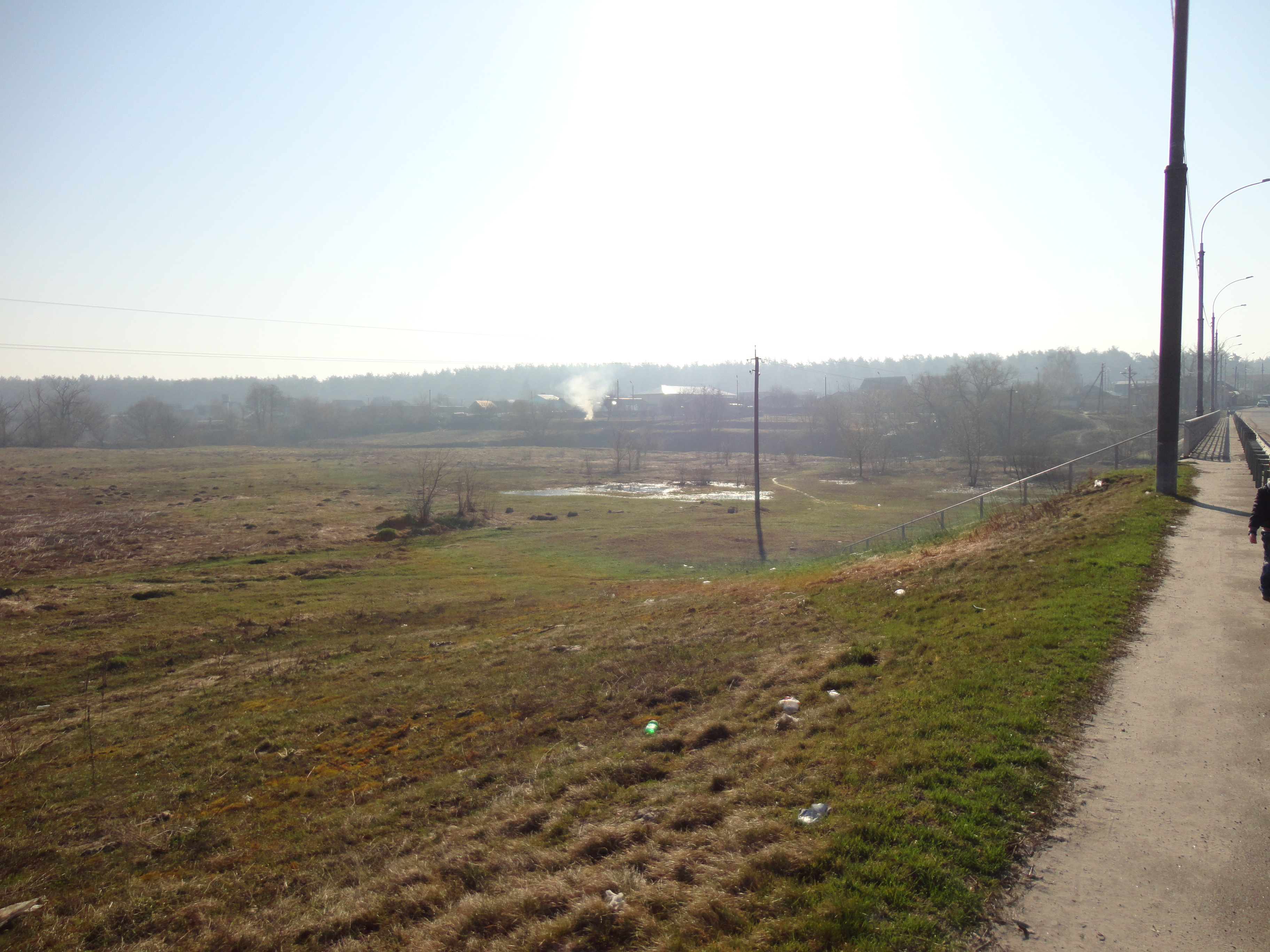
Романівка

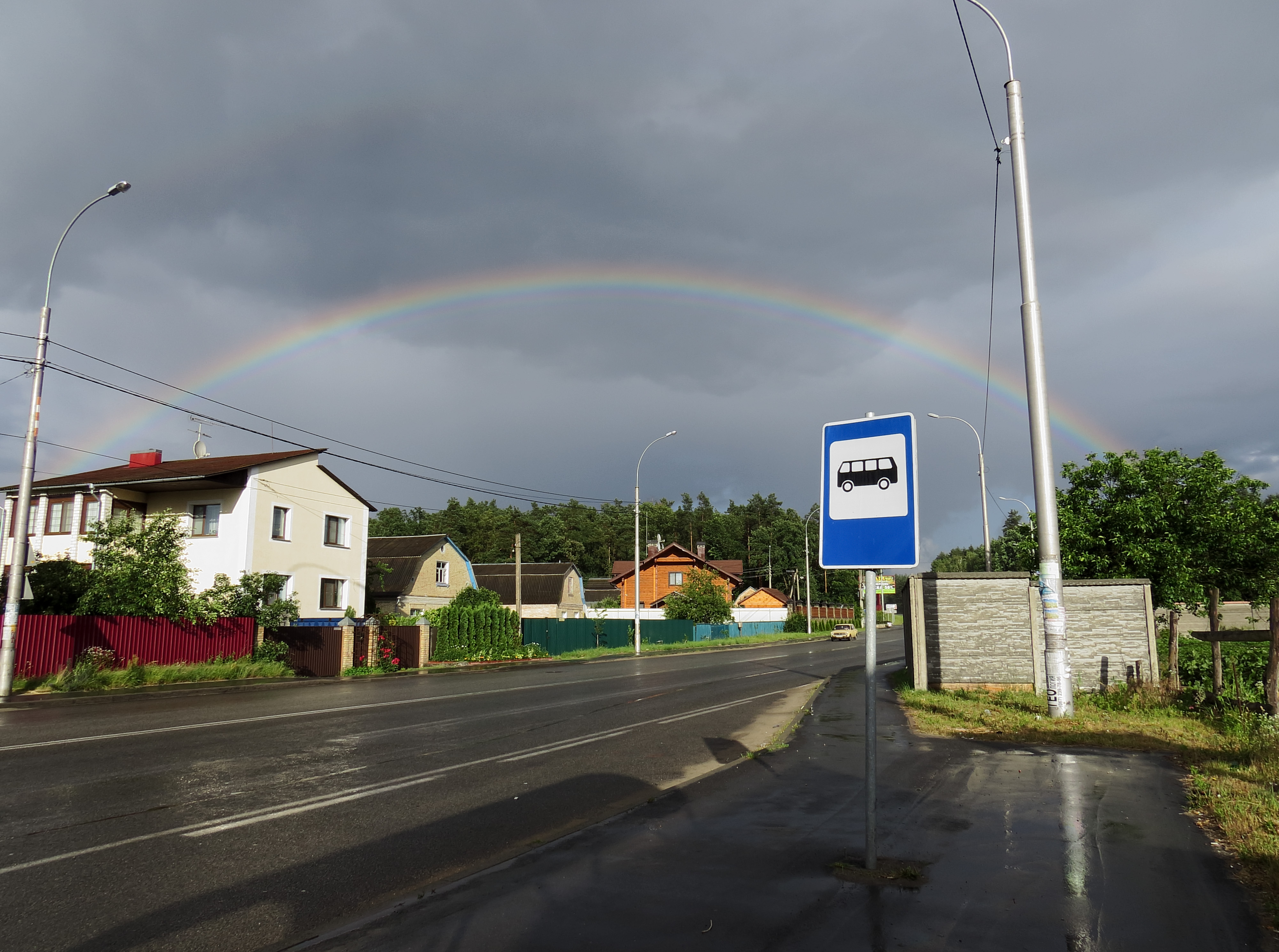
Веселка над Романівкою

Романівка, до 1647 Романів Міст — колишнє село, а нині місцевість міста Ірпеня. Розташована між Святошинським лісом з однієї сторони і річкою та містом Ірпінь з іншої. Відстань від центру Ірпеня — 3,5 км.

## Історія
Село Романівка вперше згадується в писемних джерелах у 1506 році. Тут поселив селян архімандрит Києво-Печерського монастиря Никифор Тур. За джерелами, землю монастирю надав ще князь Роман Галицький (1152—1205).
Спочатку поселення називалось Романів Міст. Ця назва трималася до середини XVII ст. (востаннє зустрічається в 1647). Далі називається Романівка.
З 1667 по 1793 роки Романівка була прикордонним селом — по річці Ірпінь тоді проходив кордон між Російською імперією та Польщею.
Завдяки французові П'єру де ля Флізу, лікарю з армії Наполеона, що в 1812 році потрапив у полон і оселився в Україні, можна дізнатися, який вигляд мали села Романівка, Мостище та хутір Любка в середині XIX століття. Він склав у 1854-му «Медико-топографічний опис державного майна Київського округу…», де намалював і описав багато сіл і хуторів Київщини.
Відомо, що у 80-ті роки XVIII ст. в селі було 12 хат, 46 казенних людей «чоловічої статі» і один священик при церкві.
За даними XIX ст.: 140 осіб, 19 дворів, каплиця, кузня, 2 постоялі будинки, лавка, 2 водяні млини..
З Романівкою пов'язаний київський епізод польського повстання 1863 р. Вночі з 26 на 27 квітня (8/9 травня за новим стилем) 1863 р. з Києва виступив загін (за деякими даними у 500 повстанців) під командою Володислава Зелінського та колишнього офіцера московських саперів Боровського. Попереду вирушила кавалерія Р. Ольшанського. За цими двома партіями вирушило близько 150 людей майже без озброєння. Згідно з повстанськими джерелами неозброєні повстанці, які не мали добрих провідників через ліси, після зникнення їхнього керівника, більшою частиною повернулися до Києва та були заарештовані. За інформацією з царського архіву, повстанці не встигли переправитися через Ірпінь у Романівці  довгою та багнистою Романівською греблею, бо на світанку їх наздогнав загін донських козаків. Відбулася збройна сутичка, в які загинув один козак та було поранено кілька (кілька десятків) повстанців. Останні намагалися сховатися в лісі та довколишніх селах. Їх затримували пізніше у Шулявці та Біличах (на той час села), на Пронівщині та білицьких ланах, у Святошинському бору, та вздовж Берестейського шосе. Частина повстанців пробиралася не через Романівку, а через Гостомель. За відомостями повстанців, у цій сутичці озброєний авангард, атакований донськими козаками, зустрів їх дружним вогнем та відігнавши, рушив у подальший похід за кавалерією Р. Ольшанського. Збірний пункт для всіх посталих був визначений на Бердичівському шосе за милю від Києва. Спаливши міст біля Романівки, повстанці затримали погоню та пішли в Бородянку, де зупинилися на відпочинок.
1900 року у казенному селі Романівка налічувався 31 двір, мешкало 249 осіб. У селі була школа грамоти та громадський хлібний магазин (склад). Суспільне болото здавалося у оренду за 25 рублів на рік. 15 лютого 1958 року включене в межі міста Ірпеня. Нині Романівка є місцевістю на околицях Ірпеня.

## Географія

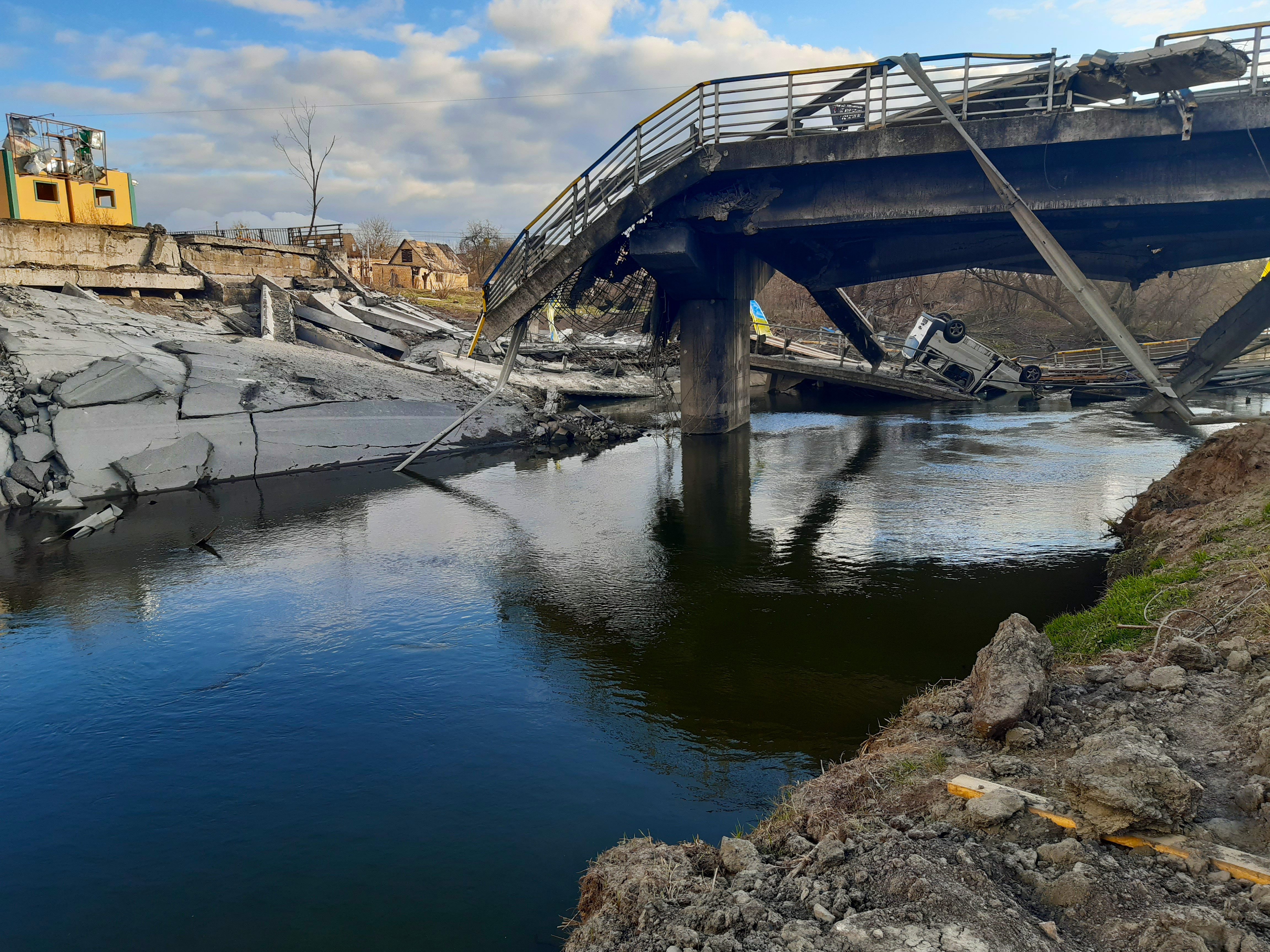
Зруйнований міст у Романівці, через який проходила єдина безпечна дорога до Києва під час боїв за Ірпінь (весна, 2022)

Біля Романівки розташована пам'ятка природи Романівське болото. Також проходять туристичні маршрути, зокрема, «Романівський форпост». Місцевістю проходить автошлях Р30.
Романівка відділена від основної частини міста Ірпеня річкою Ірпінь, через яку був прокладений міст. Цей міст був зруйнований під час російського вторгнення в Україну 2022 року. У 2023 році міст було відновлено.
2 квітня 2022 року мобільний оператор Vodafone відновив зв'язок у Романівці після запеклих боїв завдяки обладнанню Starlink. Уперше в історії України й однією з перших у світі робота частини мережі мобільного оператора організована за допомогою супутникових технологій Starlink.

## Релігія
У джерелах за 1646 рік згадується про церкву у селі Романів міст. 1859 року тут звели дерев'яну кладовищенську Георгіївську церкву, яку приписали до парафії у Біличах.
Георгіївська церква належала УПЦ (Московського патріархату). Під час боїв за Ірпінь внаслідок російських обстрілів будівля храму, повз якого пролягав єдиний безпечний шлях з міста, зазнала значних пошкоджень. Протягом двох років після визволення Ірпеня від російських окупантів парафія залишалася в юрисдикції Московського патріархату.
У квітні 2024 року парафіяни на зборах релігійної громади ухвалили рішення про приєднання до Православної церкви України. Парохом став Микола Розлуцький.